# 巨金鱼战役
巨金鱼战役发生于1946年（民国三十五年）第二次国共内战期间，是中国人民解放军晋冀鲁豫野战军与国民革命军在山东省巨野、金乡、鱼台等地区发生的一场著名战役。

## 背景
1946年11月底，在滑县战役被歼2个旅后，国民革命军郑州绥靖公署主任顾祝同逐渐判明共军并无越过黄河进攻开封的计划，遂部署王敬久、王仲廉两个兵团9个旅6万余兵力会攻大名，向晋冀鲁豫解放区进攻，企图寻晋冀鲁豫野战军决战，继续执行打通平汉铁路的计划。1946年11月28日，鲁西南王敬久的第32集团军（1946年12月改编为整编第27军）的第5军第45、第96、第200师共3个师、整编第75师整编第6、第16旅共2个旅，由郓城、鄄城、东明地区出发向北攻击前进，于11月30日占领濮阳。豫北的王仲廉第31集团军（1946年12月改编为整编第26军）的整编第85师（整编第23、第110旅）、整编第32师，共4个旅，由安阳、汤阴、滑县东进，指向大名。
1946年12月1日，中央军委电示刘、邓：“望以一部监视敌人，主力集结休整，到有利时机、地点歼灭其一部，最好先打较弱部分，准备在一两个月内先后打几仗，歼灭该军则全局好转。”为此，晋冀鲁豫野战军主力四个纵队在观城休整，准备敌第5军进抵南乐后捕歼其一个师。但第5军密集推进，一直未能找到战机。
1946年12月13日至19日，华中粟裕部与山东陈毅部会合后取得了第一场重大胜利——宿北战役，陈、粟即将发起鲁南战役。12月18日，中共中央军委抓住了南线战局这一重大变故，乘徐州绥靖公署机动力量被卷入苏北、鲁南大战，指示刘伯承、邓小平;「如果你们西面之敌不好打，似以南下寻歼88师，恢复嘉、巨、金、鱼、城、单各地，调动邱清泉东进而歼灭之较为有利。」刘邓遂决定以部分兵力牵制正面进攻的国军，主力向鲁西南实施外线出击，向国军后方的徐州西北地区进攻，以威胁徐州、陇海路，吸引国军整编第27军回援，在运动战中歼灭国军主力第5军。

## 战役过程
1946年12月20日，刘邓下达巨金鱼战役基本命令：
- 以第7纵（欠第20旅，杨勇司令、张霖之政委、刘致远副司令）从璞县于12月18日出发，与冀南军区武装在战役开始前攻击聊城，拔掉国民党山东省第6专署的守城兵力，为“黄河归故”后保持共军从鲁西南到冀南的后方通路，尔后南下。
- 以第3纵从范县孟家楼出发，攻击巨野、嘉祥，再视情南下。
- 以第6纵并第7纵第20旅，从朝城出发，攻成武。
- 以第2纵和冀南军区独立第4旅部队与地方武装在濮县、观城、南乐、大名一线牵制王敬久的整编第27军，掩护主力转移。
- 原调东北的第1纵正在从冀察热辽返回冀鲁豫，刘邓命令1纵赶往广平地区，牵制王仲廉部。
- 冀鲁豫军区独立旅在巨野、金乡、成武、菏泽地区配合地方武装、民兵开展游击战，相机配合主力攻占单县或鱼台。
- 冀南的邯郸一带做好暂时放弃、进行游击战争的准备，广泛坚壁清野。

12月22日下午13点，解放聊城战役打响。聊城守军为山东省第六督察专员公署专员和山东省第六专区保安司令部司令王金祥向山东省主席王耀武求援。王耀武派出警备旅黄庸夫部及第110师孙焕彩部从济南驰援聊城。第7纵决定主力在茌南截击济南来的援敌。1946年12月31日，聊城守军从东门出城，向东北方向出逃，取高唐、禹城奔济南。刚到高唐，被冀南一分区地方部队和追击部队截住消灭。王耀武的援军在茌南遭到第7纵有力阻击，撤回济南。1947年元旦，解放軍進入聊城。 
12月26日，晋冀鲁豫野战军主力开始隐蔽南下。12月27日，南下的野战军主力第3纵、第6纵与第7纵第20旅会合于鄄城县红船口。
第6纵在按计划进军城武途中，侦悉在金乡的国民党驻军整编第88师之新编第21旅（范绍曾的川军嫡系，旅长李文密，后改称整编第147旅），为冀鲁豫军区独立旅吸引，大部出城在金乡以南地区清剿，县城仅有1个团防守，第6纵临时改变计划，转而奔袭金乡。国军新编第21旅立即收兵，旅部率1个团先于解放军2个小时返回金乡县城。解放军第6纵队于12月30日包围金乡，激战整夜，仅攻占四关。歼国民党守军2个营大部。该日为农历腊月初八，因此当地称之为“腊八打城”。12月31日及1947年元旦，第6纵继续发起猛攻，曾三度突入东门、西门，但由于火力较弱，在国军反击下被迫撤出。解放军第3纵第7旅参谋长兼第19团团长曹更修、第26团第3营副教导员邢成刚阵亡。
12月31日，第3纵与第7纵第20旅突然包围巨野县城，并于1947年1月1日拂晓攻克，歼灭国民党张岚峰部暂编第四纵队两个团及巨野等县还乡团4500余人，俘虏少将副司令王自琴、巨野县还乡团副团长李念春以下3000余人。随即第3纵东向，与冀鲁豫七分区武装一起于当晚20时解放嘉祥，嘉祥县国民党驻军弃城逃往济宁。 
1947年1月2日，华东野战军发起了鲁南战役，至1月4日已经全歼国军精华的整编第26师与快速第1纵队。1月4日，晋冀鲁豫野战军集中了第3、第6纵队强攻金乡，冀鲁豫军区独立旅结合分区武装在金乡、丰县间侦察 并迟滞可能由鱼台北援之敌。金乡守军作战顽强，火力很强、工事坚固，而解放军炮弹、炸药均缺，攻城仍未奏效。新编第21旅不断呼叫援助，同时杀害抓捕的360多人。此时，金乡至徐州的国军空虚。国军从徐州、郑州、菏泽等地凑出10个团，由南、西两面分3路来援：
- 整编第88师师长方先觉率领师部、整编第62旅、以及刚刚从台湾基隆海运徐州的整编第70师所属的整编第140旅，从徐州出发，经丰县、鱼台县驰援金乡县城。
- 刘汝明部自菏泽出援的整编第55师、整编第68师各一部共3个团（欠一个营），由整68师师长刘汝珍指挥。
- 张岚峰亲自指挥由定陶出援的暂编第4纵队第1总队3个团。

1月7日获悉各路国军出援金乡后，刘邓决定以一部兵力（第3纵队第9旅）继续围攻金乡县城，主力部队3纵主力、6纵、7纵第20旅、冀鲁豫军区独立旅共计7个旅于金乡县南部的化雨休整准备打方先觉援敌；命令第7纵队主力从聊城急行军南下，于5日内进抵金乡县西部赶到张凤集、南鲁集，抑围张岚峰、刘汝珍，并截断其回城武、定陶之路。毛泽东于1月4日复电刘邓批准该决策。
1月6日，方先觉所部抵达鱼台县（今鱼城镇）。刘伯承令主力立刻向鱼台进发。1月7日，方先觉所部的先头营进至金乡东南被解放军第3纵第8旅歼灭，方先觉见郑州绥署自西面来源的两路迟迟不到，于是率大部掉头撤回鱼台县城。1月8日，方先觉所部出鱼台县城北进，被晋冀鲁豫野战军包围于鱼台城西北崔庄、杨庄、胡家海子、宋家洼一带（今属鱼城镇）。当晚，解放军第3、第6纵队顶风冒雪，发起猛烈攻击。国军整编第140旅刚刚从台湾出来的首战，没有战斗经验，在胡海子地区仅坚持一夜，到9日拂晓，即被6纵歼灭。整编第62旅战斗力较强，3纵8旅从8日夜战至10日拂晓，才全歼驻守杨庄的186团。184团也在宋家洼遭3纵7旅重创后逃回鱼台县城。此役歼灭国军整编第62旅第186团全部、第184团大部、整编第140旅旅直及下属的第280团全部、第279团一部，毙伤2000余人，俘获整编第140旅少将旅长谢懋权、第280团上校团长周觉以下官兵7000余人。方先觉率师部及时逃回鱼台，退守单县。解放军第22团政治处主任桂逢伟、第21团第3营营长刘发康等牺牲。
此时，郑州绥靖公署主力的第5军、整编第75师、整编第85师在一个半月的攻势中连续进占濮阳、濮县、清丰、内黄、范县等县城。并配合黄河归故道，1月5日花园口放水，1月14日水头到临濮集，以截断刘邓大军的归路。1月10日，华东野战军也在鲁南战役中大败国军，为救徐州在东北、西北两面的危局，蒋介石急令顾祝同的郑州绥署主力放弃已占领的大名等地，放弃打通平汉路的战略，回援陇海路。1月11日，蒋介石命令整75师即开汲县乘火车调往陇海线。1月13日，攻抵南乐城下的国军第5军接到郑州绥署急令立即向观城集结，尽快向商丘机动。至此，国军的豫北攻势瓦解。
1月11日，解放军第3、第6纵队又于金乡西南孟铺、殷楼、彭阁地区包围定陶来援的国军暂编第4纵队第1总队3个团。1月12日夜发起总攻。1月13日歼其大部，残余突围向白浮图，被三纵追歼，并乘势于1月16日解放成武县城，歼灭张岚峰部辎重营及一个保安团，团长智永德被击毙，乘务县政府及5个区公所亦被歼。张岚峰本人被复程县大队俘获。
1月14日，国军菏泽援兵整编第55、第68师各一部共3个团行至金乡以西赵庄地区，见其他各路援军被消灭，遂调头折返，被自1月11日急行军南下奔袭的晋冀鲁豫野战军第1纵队、第2纵队追击、第7纵队断其归路，包围在西台集地区。1月15日解放军顶住了在多架飞机轰炸支援下国军的突围反击。1月16日相继歼灭国军于汶上集、王楼、西台集等地。刘汝珍、米文和提前率百余人逃入定陶脱险。
巨金鱼战役以晋冀鲁豫野战军胜利告终。随后，晋冀鲁豫野战军逼近陇海，与华东野战军形成钳击徐州之势。

## 结果
巨金鱼战役历时25天（自12月22日攻聊城至16日），解放军歼灭国军正规军1个整编旅部、4个团全部、2个团大部及4个保安团，共计1.6万余人，其中俘虏张岚峰以下10900人，缴获各种炮57门，掷弹筒520具，轻、重机枪655挺，步马枪7371支，汽车18辆，电台10部。收复县城9座。
巨金鱼战役以微小代价获全胜，是因为华东野战军同期在鲁南打了规模更大的歼灭战，吸引了徐州绥靖公署的机动兵力；而郑州绥靖公署的国军在进攻大名等冀南解放区腹地的同时，能投到被晋冀鲁豫野战军乘虚猛击的柔软下腹部鲁西南战场的兵力陷入枯竭。
1947年1月30日，刘伯承给军委的巨金鱼战役报告，总结：“在宽大机动中大量歼灭敌人，乃坚持主动权。我军在北岸欲消灭王敬久集团未果，形成僵持。而蒋介石正欲以黄河放水隔我于北岸。故我毅然以3、6两纵及7纵1个旅南下收复巨野、嘉祥、城武，进而收复鲁西南，求得主动转变战略态势。”“不管敌人如何攻陷濮（阳）、范（县）、观（城）、大名、南乐，威胁我后方，佯渡黄河逼我回顾，终不能不转用其主力于陇海线，转成被动。”战役中暴露的缺点的是“由于兵员不够充足，及弹药供应量之不足（我火力太弱未能攻下金乡），曾影响到连续作战与战斗解决。战斗进程不够迅速与彻底。这是大军大踏步机动作战的极大苦事，当设法补救之。”